# Polyzygus tuberosus
Polyzygus tuberosus är en flockblommig växtart som beskrevs av Nicol Alexander Dalzell och Wilhelm Gerhard Walpers. Polyzygus tuberosus ingår i släktet Polyzygus och familjen flockblommiga växter. Inga underarter finns listade i Catalogue of Life.